# 保存
| ウィキペディアには「保存」という見出しの百科事典記事はありません（タイトルに「保存」を含むページの一覧/「保存」で始まるページの一覧）。 代わりにウィクショナリーのページ「保存」が役に立つかもしれません。 |